# Académie nationale des Sciences, des Arts et des Lettres du Bénin
L'Académie Nationale des Sciences, des Arts et des Lettres du Bénin en abrégé ANSAL-B est une institution académique basée au Bénin. Elle a été créée en 2010 et approuvée par décret n° 2016-243 du 4 avril 2016 dans le but de promouvoir et de valoriser la recherche scientifique, les arts et les lettres dans le pays. A sa tête se trouve le Professeur Nazaire Padonou qui en est le président,,,,,,.

## Histoire
L'ANSAL-B a été fondée en 2010. Depuis sa création, elle est devenue une référence importante dans le domaine de l'éducation, de la culture et de l'innovation au Bénin. Son objectif principal est de favoriser l'excellence académique et culturelle, en soutenant et en promouvant la recherche scientifique, les arts et les lettres,,,,,.

## Missions
Les principales missions de l'Académie nationale des sciences, des arts et des lettres du Bénin comprennent,,,,,,,,,,,,,,,,,,,,,:
- encourager la recherche scientifique: L'Académie vise à promouvoir la recherche scientifique dans divers domaines tels que la médecine, les sciences naturelles, les sciences sociales, les sciences humaines, etc. Elle encourage les études et les recherches novatrices qui contribuent au développement du Bénin;
- promouvoir les arts et la culture: L'ANSAL-B reconnaît l'importance des arts et de la culture dans la société. Elle s'engage à soutenir et à promouvoir les artistes béninois, qu'ils soient dans les domaines de la musique, de la danse, du théâtre, de la littérature, de la peinture ou d'autres formes d'expression artistique;
- préserver le patrimoine culturel: L'Académie œuvre pour la préservation et la valorisation du riche patrimoine culturel du Bénin. Elle soutient les initiatives visant à sauvegarder les traditions, les langues, les coutumes et les pratiques culturelles ancestrales;
- favoriser l'éducation et la formation: L'ANSAL-B s'engage à promouvoir l'éducation et la formation en encourageant la recherche, en organisant des séminaires, des conférences et des ateliers, ainsi qu'en offrant des bourses d'études pour les étudiants et les chercheurs;
- conseiller le gouvernement: L'Académie fournit des conseils et des recommandations au gouvernement béninois dans des domaines tels que l'éducation, la recherche scientifique, la politique culturelle et le développement durable. Elle vise à jouer un rôle clé dans l'élaboration de politiques basées sur des preuves et à contribuer à la prise de décisions éclairées.

## Organisation
L'ANSAL-B est composée d'un groupe d'experts, de chercheurs, d'artistes et de lettrés qui ont été sélectionnés pour leur expertise et leur contribution significative dans leurs domaines respectifs. Ces membres sont élus selon des critères stricts et sont chargés de promouvoir l'excellence académique et culturelle au sein de l'Académie,.

## Siège
L'adresse principale de l'ANSAL-B est à Cotonou précisément au quartier Zongo.